# Курманкеевский сельсовет
Курманкеевский сельсовет — муниципальное образование в Давлекановском районе Башкортостана. Административный центр — село Старокурманкеево.

## История
Согласно «Закону о границах, статусе и административных центрах муниципальных образований в Республике Башкортостан» имеет статус сельского поселения.
Согласно Закону Республики Башкортостан от 1 июля 2021 года № 433-з «О переносе административного центра Курманкеевского сельсовета Давлекановского района Республики Башкортостан» с 12 июля 2021 года административный центр сельсовета переносится из села Дюртюли в село Старокурманкеево.

## Население
| 2002 | 2009 | 2010 | 2012 | 2013 | 2014 | 2015 |
| ---- | ---- | ---- | ---- | ---- | ---- | ---- |
| 754  | ↗830 | ↘827 | ↘797 | ↘789 | ↘785 | ↘784 |
| 2016 | 2017 |      |      |      |      |      |
| →784 | ↘758 |      |      |      |      |      |

## Состав сельского поселения
| № | Населённый пункт | Тип населённого пункта       | Население |
| - | ---------------- | ---------------------------- | --------- |
| 1 | Старокурманкеево | село, административный центр | ↗315      |
| 2 | Дюртюли          | село                         | ↘317      |
| 3 | Новоаккулаево    | село                         | ↘195      |

### Упразднённые населённые пункты
Тюлянь — посёлок разъезда, упразднённый в 2005 году.